# Comedy Inc.
Comedy Inc. (Comedy Inc. puis Comedy Inc.: The Late Shift) est une série télévisée australienne en 96 épisodes de 50 minutes diffusée entre le 19 février 2003 et le 26 décembre 2007 sur Nine Network.
En France, la série est diffusée depuis le 10 janvier 2007 sur Paris Première.

## Synopsis
Cette série comique propose des parodies de films, séries télévisées, clips, émissions de télé réalité, publicités...

## Distribution
- Paul McCarthy (en)
- Jim Russell
- Emily Taheny (en)
- Mandy McElhinney (en) (saisons 1 à 4)
- Katrina Retallick (en) (saisons 1 à 4)
- Genevieve Morris (en) (saisons 1 à 4)
- Ben Oxenbould (en) (saisons 1 à 3)
- Gabriel Andrews (en) (saisons 1 à 3)
- Scott Brennan (en) (saisons 4 et 5)
- Simon Mallory (en) (saisons 4 et 5)
- Rebecca De Unamuno (en) (saison 5)
- Fiona Harris (saison 5)
- Janis McGavin (en) (saison 5)